# Jean-Denis Maillart
Pour les articles homonymes, voir Maillart.
Jean Jacques Henri Denis Maillart né le 19 septembre 1913 à Paris et mort le 23 juillet 2004 à Illiers-l'Évêque (Eure) est un peintre, graveur, illustrateur et décorateur français. Il est le petit-fils de Diogène Maillart.

## Biographie

### Jeunesse
Jean-Denis Maillart est né le 19 septembre 1913 dans le 8e arrondissement de Paris. Ses premiers tableaux et ses dessins de mode sont signés Jean Maillart. En 1939, il a pris comme nom d'artiste Jean-Denis Maillart.
Il est issu d'une famille de peintres par son père, Roger Maillart ainsi que par sa mère, Suzanne  Marion, mariés à Paris.
Il a deux ans lorsque meurt son père.
Après sa scolarité au collège Sainte-Croix-de-Neuilly, il a passé son baccalauréat en 1932. Il a été étudiant dans l'atelier d’Émile Renard tout en fréquentant l’École nationale supérieure des beaux-arts dès 1929. Inscrit à l’École le 29 octobre 1934 dans l’atelier d'André Devambez, il a préfèré suivre l’enseignement d’Othon Friesz et s'est vu primé pour un portrait, son premier envoi, au Salon des artistes français de 1935. « En peinture, j'ai toujours pensé portrait, dira-t-il plus tard ». Mais en même temps  il voulait aider sa mère et, ayant du gout pour la mode, a utilisé son imagination créatrice en dessinant robes, chapeaux qu'il vendait aux grands couturiers qui sont toujours à l'affut de nouveautés et d'originalité artistique. Être modéliste indépendant l'a familiarisé avec les maisons de couture parisiennes, Jeanne Lanvin, Madame Agnès le recevaient ; grand, mince, distingué, ce bien jeune homme n'en était pas moins féru d'histoire du costume, hantant les bibliothèques. Sa première cliente a été Marguerite Carré, entre elle et lui naquit une amitié à vie.
Le 20 avril 1937, il a épousé Jacqueline Mornand, fille de l’homme de lettres Pierre Mornand, et de Germaine Mornand née Poidatz. Ensemble ils auront huit enfants.
Cette même année, lors du vernissage du 5e Salon portraits contemporains à la galerie de Paris, il a fait la connaissance de la photographe Laure Albin-Guillot, alors au faîte de sa gloire, qui lui a ouvert les portes du Tout-Paris et dont il conservera l’amitié la vie durant,. Il leur est arrivé d'exposer ensemble, dans la même galerie et sur le même thème, elle par ses œuvres photographiques encadrées et lui par ses toiles, par exemple « Les Fleurs de Laure Albin-Guillot et de Jean-Denis Maillart »,,,.
En 1943, il dessine des publicités — entre autres pour Mellerio dits Meller —, illustre des magazines de mode, et réalise des couvertures de roman comme pour La Belle amour de Francis Carco (1952) ou pour Louis-Charles Royer (1952, 1959).

### La mode
En septembre 1938, de modéliste indépendant, Madame Jacques, deuxième épouse de Jacques Worth, l'engagea comme modéliste créateur au vu des croquis qu'il lui présenta au 120, Rue du Faubourg-Saint-Honoré, heureuse d'en avoir un masculin. Plein d'enthousiasme dans ce monde de fascinantes couleurs et des plus belles broderies, des plus riches fourrures et tissus rares, il y devint designer en chef, habilla la princesse Faouzia à son mariage avec le Chah d'Iran, Mme Albert Lebrun à l'occasion du voyage officiel de son mari à la cour de Saint-James, la femme de Bảo Đại, Nam Phương... C'était l'âge d’or pour la haute couture parisienne à la fin des années 1930, il participa à la préparation des collections et travailla avec les couturiers de renom. Les modèles conçus et dessinés par Jean-Denis Maillart (1937-39) ont été offerts par la Maison Worth au Victoria and Albert Museum, London. Les maquettes du musée ont été réunies dans un livre : Victoria and Albert Museum, Department of Prints and Drawings and Department of Paintings: accessions 1957-1958. Voir .
À la fermeture de la grande maison, Jean-Denis Maillart entra, démobilisé après la Seconde Guerre mondiale, chez Jean Patou en 1942. Il avait du succès, son style était, là aussi, apprécié et tout semblait devoir continuer mais au moment où la mode lui offrait avantageusement une carrière assurée, il décida, au lieu de devenir couturier, de tenter de vivre de sa peinture qu'il n'avait jamais abandonnée .« De la silhouette de mode à la toile de maitre. Ce jeune et audacieux artiste, vous l'avez peut être connu comme moi dans les salons de ces grandes maisons dont il était le modéliste. » Le Journal 13 03 1943. Quand il exécuta de grands dessins pour servir de fond aux photos de mode de Mme Albin-Guillot qui exposait en décembre 1941, la peinture réclamait en lui son dû au styliste.

### La peinture

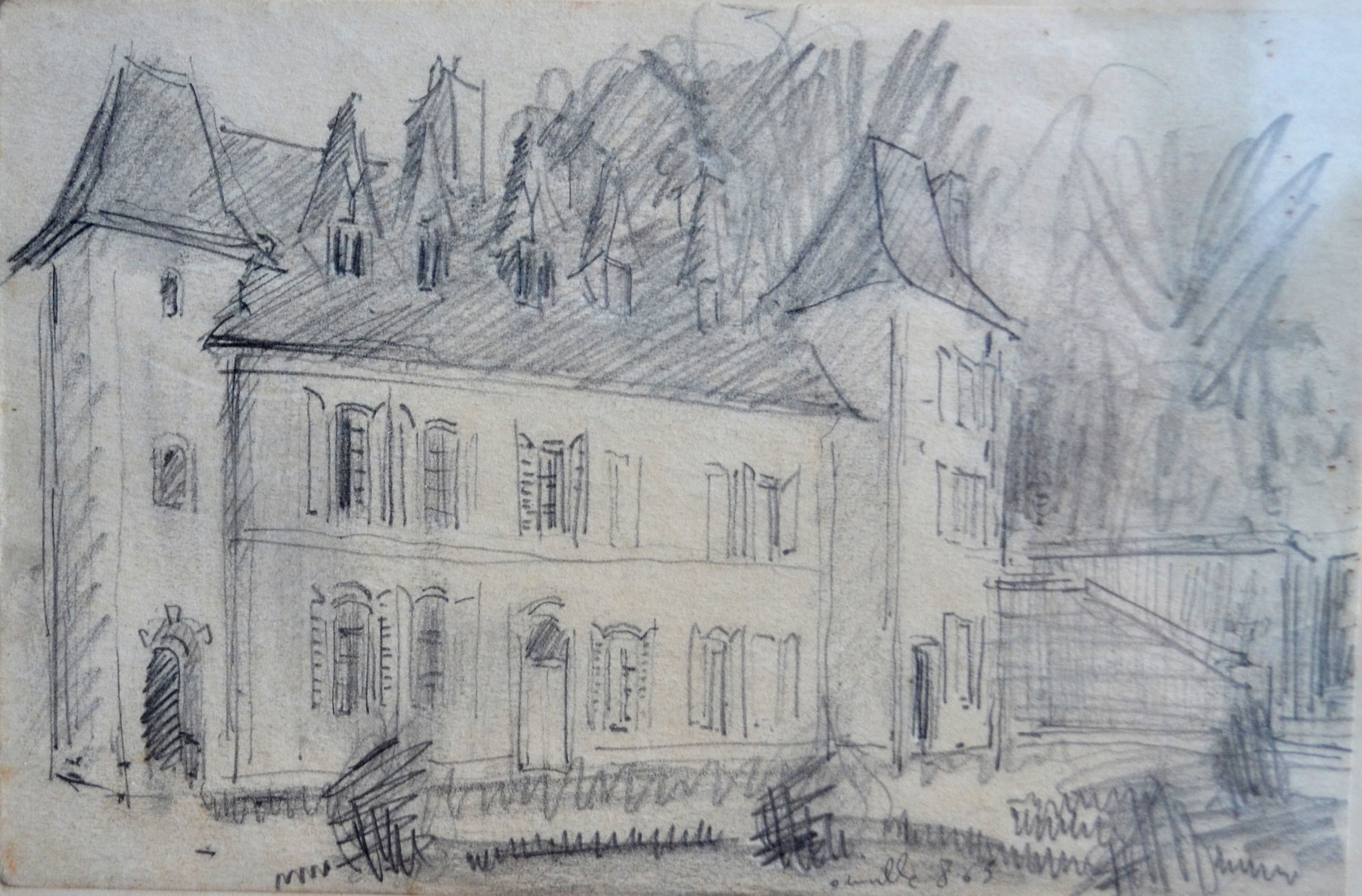
Aubin Diximus, Propriété de Jean Denis Maillart à Oinville-sur-Montcient dans le Vexin français de 1945 à 1966.

En effet, l’été 1942, Jean-Denis Maillart s'était installé pour plusieurs mois à la campagne, dans la propriété de ses beaux-parents, avec son épouse, ses trois enfants, son jeune élève et l'ami peintre Luigi Corbellini pour y peindre. Il en résulta une première exposition personnelle de 30 toiles en novembre 1942 à la galerie Jean Pascaud au 163, boulevard Haussmann à Paris,. Visitant son atelier à cette époque, Paul Valéry lui dédia les lignes suivantes :

« J’ai coutume, ou la manie de dire : le peintre cherche la peinture, parole profonde que je n’ai pas le loisir, peut-être les moyens, d’expliquer, mais je crois, mon cher Denis Maillart, que vous avez trouvé. — Paul Valéry »

En 1943, Jean-Denis Maillart présenta au Salon des Tuileries sa Dame en noir qui lui valut avant la fin de l'exposition, dix commandes de portraits dans la haute société parisienne. Au Salon des Tuileries de 1946 où il a envoyé une Étude pour la danse posée par Renée Jeanmaire (qui deviendra Zizi Jeanmaire), la toile  été acquise par le Fonds national d'art contemporain,conservée dans la résidence de l’Assemblée nationale,. En 1944, il exposait un autoportrait au Salon des indépendants. La carrière démarrait.

### Élève
Jean-Denis Maillart, ayant déjà du succès comme peintre, a été, à Paris de 1942 à 1943, le professeur de François Morellet ; il lui donnera des cours et lui permettra d'exposer une de ses premières toiles au Salon de Société nationale des beaux-arts,.

## Œuvre

### Portraits
Au cours de sa carrière, Jean-Denis Maillart réalise plus de 2 000 toiles : têtes d'enfants, arlequins, paysages, bouquets de fleurs, avec une tendance symboliste plus tardive et plus de 600 portraits, parmi lesquels ceux de personnalités comme le prince Hassan Aziz Hassan et l'impératrice d'Iran Fawsia, la dernière sultane turque Neslişah, la reine Farida, Isa Miranda, Barbara, Jeanne Moreau, Charles Edward Merrill (en), David Rockefeller, Bernard et Mirabel Magdelene Kelly, la comtesse de Paris, sa fille la duchesse Diane de Wurtemberg et son époux duc Carl, le prince Albert II de Monaco ou le comte Jacques-Rodolphe de Wurstemberger, le baron Hottinguer, la princesse de Bourbon Parme, le duc de Mouchy, d'Harcourt, Paul-Louis Weiller, Louis de Polignac ; à New York, il peint quarante portraits en trois mois en 1957 et soixante en 1961.

### Peintures murales
En 1960, La Municipalité de Blonville confie à Jean-Denis Maillart la décoration intérieure de la chapelle Notre-Dame-de-l'Assomption construite en 1954,, dans laquelle il réalise 13 peintures murales.

### Scénographie
Entre 1947 et 1954, Jean Denis Maillart a réalisé un grand nombre des maquettes de costumes et une vingtaine de décors de ballet, de théâtre, de film.

### Décors d'expositions et de festivals
Outre des affiches pour ballet, expositions ou festivals,, Jean-Denis Maillart a également composé des décors pour :
- Floralies internationales de Paris, avril-mai 1959, au CNIT, Paris La Défense, décoration des 700 m2 du pavillon du rosiériste Georges Delbard[75] : « une présentation originale qui tient à la fois de l’art du jardinier et de l’art dramatique, dans un décor léger et fabuleux signé Jean-Denis Maillart – le peintre pour qui réalité et songe se mêlent dans le même ivoire des siècles – et Bernard Bon, un jeune décorateur de talent »[76].
- La Fée dentelle, exposition organisée par la Fédération nationale des dentelles et broderies au Palais Miramar à Cannes du 1er au 22 avril 1954 dans un décor de Jean-Denis Maillart[77].
- Décor pour le souper de clôture du 7e Festival International du Film à Cannes, le 10 avril 1954, aux Ambassadeurs et illustration de la couverture du programme de la soirée[78].
- Décor pour le gala de clôture du XVIe Festival du film du 16 mai 1964 aux Ambassadeurs à Cannes[79].
- Décoration de la Rotonde de l'Opéra Garnier pour la soirée du Cercle Carpeaux deux années de suite les 20 janvier 1949[7],[80] où le décor et les costumes du Divertissement étaient également signés de l'artiste. Et le 19 janvier 1950[81] où il a spécialement composé la couverture du programme[82].
- Décorateur de la Compagnie fermière de Vichy sous la direction de Jean-Pierre Bourgeois, pour la relance de cette ville, Jean-Denis Maillart rénove « La Restauration » (rebaptisé le « Grand café » inauguré le dimanche 30 juin 1985), le Pavillon Sévigné ceux du Sporting et des Sources. De 1984 à 1985[83].

### Bibliophilie

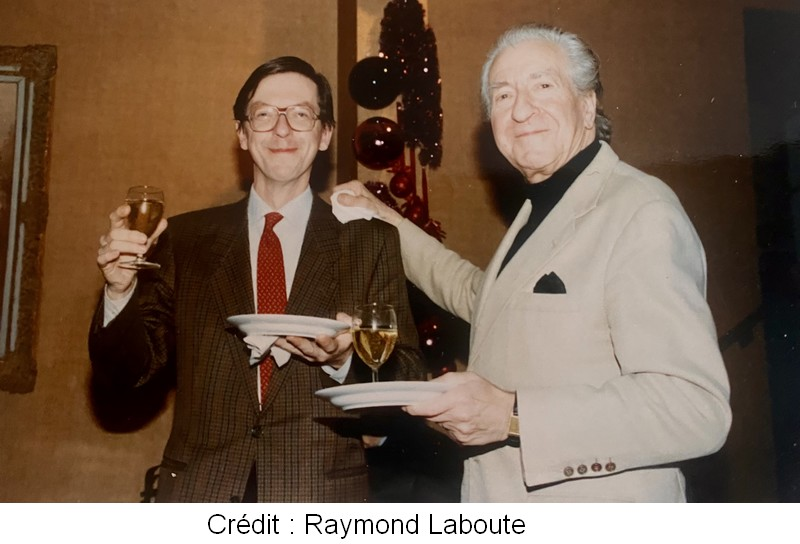
Le peintre en 1995 avec son septième enfant Nicolas Maillart (1950-2019)

#### Lithographie
- Le Bateau ivre d’Arthur Rimbaud, 1944[84].
- Arbre, 1 noir/blanc 1/80, 1972.
- Arbre, 2 noir/blanc 1/80, 1972.
- Le Cri, 6 couleurs 1/80, 1973.
- Les Chevaux marins, 4 couleurs 1/80, l973.

#### Gravure au burin
- Les Trésors du Monde, cinq gravures sur cuivre sur « Les trésors légendaires à la banque moderne » pour le Crédit lyonnais[85].
- Mercure franchissant les grilles, gravure au burin spécialement composée et gravée pour le dixième anniversaire de la Banque française du commerce extérieur[86].
- Les Rois Mages (Los Reyes Magos), planche sur cuivre composée par l'artiste 41,5 × 31,5 cm pour la Banque de Cuba.

### Illustrations

#### Dessins à la plume
Illustration de L'Histoire d'amour de la rose de sable d'Henry de Montherlant pour Opéra, journal de Roger Nimier, l’hebdomadaire du Théâtre, du Cinéma et des Arts. Douze illustrations dont la publication commence dans le numéro du 14 mars 1951 pour s’échelonner jusqu'au 20 juin 1951.

#### Gouache, aquarelle et mine de plomb
- L'Empreinte du dieu suivi de La Maison dans la dune de Maxence Van der Meersch, 1963 1re et 4e de couverture illustrées couleur, quatre double-pages couleur et 18 dessins en noir hors-texte pleine page[88].
- Missa est, Arthème Fayard, 1951, commentaires et prières de Daniel-Rops, planches photographiques de Laure Albin-Guillot, les culs-de-lampe sont des œuvres originales créées pour ce livre par Jean-Denis Maillart[89].
- Jeu de cartes pour Odiot orfèvre, Paris, dans un coffret « ambrin » dont la transparence dévoile deux visages mystérieux sur fond marbré constituant le dos des cartes, assorti d’un motif en vermeil ornant le dessus de la boite[90],[91].

## Distinction

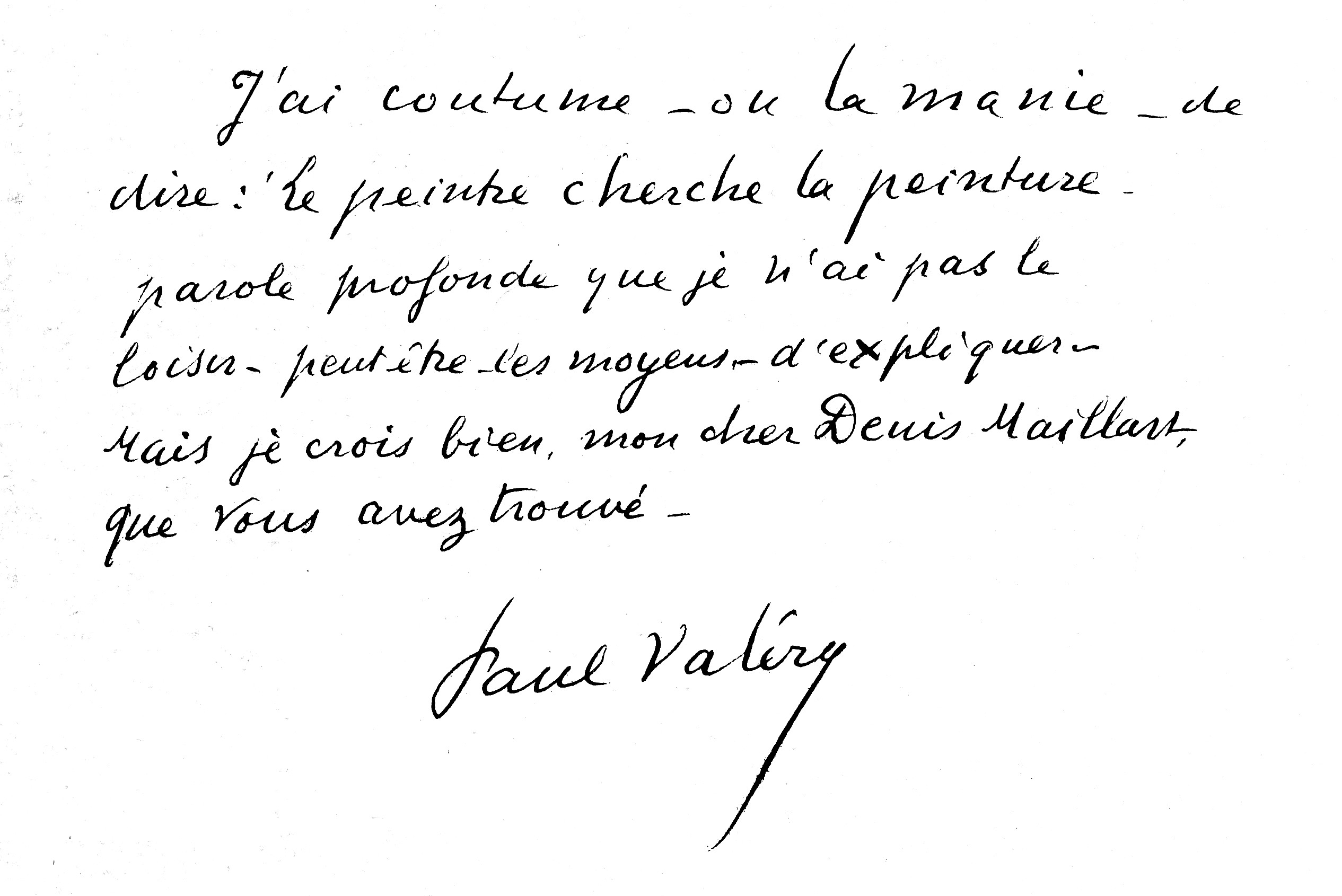
Envoi du poète Paul Valéry sur le livre d'or du peintre en 1942. Coll. particulière, Paris.

Médaille de vermeil attribuée par la mairie de Paris en 1982 pour l’ensemble de son œuvre et son rayonnement culturel à l’étranger,.

## Collections publiques
- Portrait de la Comtesse Annie Penteado, musée d'Art de São Paulo, Brésil[99].
- Portrait de Suzy Solidor, musée du château Grimaldi, Cagnes-sur-Mer, donation par elle en 1973[100].
- Portrait de Jean-Claude Pascal, musée d'Argenton-sur-Creuse[101].
- Portrait de Charles E. Merrill, catalogué dans les collections des sept musées de la Vallée Pionnière du Massachusetts, Mead Art Museum[102].
- Dessin au lavis de la robe noire conçue pour Edwige Feuillère dans l'Acte IV de la Dame aux Camélias, (1951). Théâtre du Costume, Londres[103].
- 67 dessins de figurines qu'il a exécutés chez Worth - conservées à Londres au Victoria and Albert Museum - dont la robe intitulée Imprudence[104] qui est un modèle créé par Jean-Denis Maillart en 1939 à la demande de Jacques Worth pour la sortie de son parfum du même nom.
- Le Vainqueur, musée de Fontainebleau.
- Portrait du général Augustin Guillaume, Musée Muséum départemental des Hautes-Alpes, Gap.
- Deux affiches imprimées « Ange peignant la fresque de la Pentecôte », 49 x 42 cm. Archives du Calvados, 25FI/648.

### Achats de l’État
- Symphonie fantastique, trois panneaux décoratifs destinés au Conservatoire national de musique, (CNSM).
- Étude pour la danse, huile sur toile, 1944 exposée à l’Assemblée nationale.
- Œillets dans un pichet d’étain, toile enregistrée au FNAC Fonds national d’Art contemporain.
- Paysage, 1958[105] exposé au Sénat
- Fleurs, 1949[106].
- Arlequin à la guitare, 1953[107].

### Acquisitions de la Bibliothèque nationale de France
- 95 maquettes de décor et costumes de théâtre.

## Appréciations
A propos de la pièce de Roger Peyrefitte, Le Prince des neiges [1948]: « Quel spectacle d'une parfaite élégance du à un vrai artiste, M. Jean-Denis Maillart ! » — Marcel Augagneur, France-Soir.
Encart en 1951 dans Ce Soir : « Pour sa deuxième manifestation, la toute jeune galerie Alex Cazelles, 93 Faub. St-Honoré présentera, du 19 juin au 19 juillet, quelques toiles de Jean-Denis Maillart. Sans être l'exposition d'ensemble que nous souhaiterions de ce peintre, dont on suit avec intérêt les divers modes d'expression {portraits, illustrations en lithographie au burin et à la plume, illustrations de Montherlant parues dernièrement dans « Opéra », décors dont la grande mise en scène de « La Dame aux Camélias » faite pour Edwige Feuillère, et de « La Péri » pour la Scala de Milan, grandes peintures murales pour le Conservatoire de Musique de Paris). Ici, il ne nous montrera que quelques toiles intimes : têtes d'enfants, arlequins, visages sages ou tourmentés, quelques paysages. Enfin, après quatre ans de silence, sa dernière exposition chez Durand-Ruel, un coup d'œil sur son évolution qui intéressera les amateurs qui le suivent. »
« C'est par son art du portrait que Jean-Denis Maillart marqua le plus son époque car il est un des rares à avoir représenté avec autant d'heureuse inspiration le visage de ceux qu’il a voulu peindre ou qui lui ont demandé de fixer leurs traits pour longtemps. Il a reconnu d'ailleurs : J'ai toujours été fasciné par le visage humain, ajoutant – et c'est révélateur : Lorsque j'écris un visage, j'assouvis un désir. Les mains ont aussi pour lui une très grande importance : La main, avoue-t'-il,  accuse ce que le visage peut ou veut masquer ». 
Jean-François Noël voit Jean-Denis Maillart à contre-courant du  jeu des grandes destructions de l’art contemporain, où les visages et les corps humains sont déchiquetés, morcelés, insultés ».

## Publications
- Les Peintres de la fête, Paris, La Fête à Paris d'Yves Mourousi, no 20, juin 1977, p. 3.
- Fresques. Blonville sur Mer, Paris, Arts et Mémoires, 2016, 70 p. Bilingue français anglais. Préface du R.P. Riquet,  (ISBN 978-2-9552621-0-8).
- Esquisse d'un portrait de Laure Albin-Guillot (préf. Paul Guth), Paris, Arts et Mémoires, 2016, 99 p. (ISBN 978-2-9552621-1-5, présentation en ligne).
- Napoléon III ou le Mécénat d'État, conférence prononcée au Grand Casino de Vichy le 20 août 1984[113].
- Portraits, In 8°, 185 p. dont 85 reproductions noir et couleur, Arts et Mémoires, 2019.  — À la fois, livre d’art, de souvenirs et d’anecdotes que le peintre se plaisait à raconter à ses visiteurs.
- Sa Vie, son œuvre par lui-même, autobiographie, Préface de Jean-François Noël, 1 vol. (316 p.) : ill. en coul. ; 24 cm, Paris: Éditions Arts et mémoires, DL 2021.  (ISBN 978-2-9571034-1-6)